# HD 144844
HD 144844 är en dubbelstjärna i den mellersta delen av stjärnbilden Skorpionen. Den har en genomsnittlig skenbar magnitud av ca 5,88 och är svagt synlig för blotta ögat där ljusföroreningar ej förekommer. Baserat på parallax enligt Gaia Data Release 2 på ca 6,5 mas, beräknas den befinna sig på ett avstånd på ca 500 ljusår (ca 154 parsek) från solen. Den rör sig närmare solen med en heliocentrisk radialhastighet på ca –16 km/s. Stjärnsystemet tillhör undergruppen Övre Skorpius i Scorpius-Centaurus-föreningen, den närmaste OB-föreningen från solen.

## Egenskaper
Primärstjärnan HD 144844 A är en blå till vit stjärna i huvudserien av spektralklass B9 V. Systemets spektrum är komplext och har också klassificerats som B9 Mn P Ga, och B9IVn+Ap(Si)s.  Den är en kemiskt ovanlig stjärna av typen HgMn (kvicksilver-mangan-stjärna), och har starka mangan- och galliumlinjer och svaga heliumlinjer. Den har en massa som är ca 3,5 solmassor, en radie som är ca 3,8 solradier och har ca 190 gånger solens utstrålning av energi från dess fotosfär vid en effektiv temperatur av ca 12 400 K. Den är också en variabel stjärna som pendlar mellan magnitud 5,87 och 5,90 med en period på 2,69 dygn, klassificerad som en Alfa2 Canum Venaticorum-variabel. En sekundär period på 0,28 dygn har också upptäckts. Dessa variabilitetscykler kan orsakas av stjärnans rotation eller av pulseringar.
Konstellationen består av en kemiskt ovanlig stjärna av spektraltyp B med en spektroskopisk följeslagare av okänd typ.  Ytterligare två avlägsna röda dvärgar kan vara en del av systemet, separerade med 9 500 respektive 12 900 AE. År 2019 upptäcktes en brun dvärg som kretsar kring den centrala dubbelstjärnan på ett avstånd av ca 350 AE.